# MHO-Gurli-Klasse
Die MHO-Gurli-Klasse ist eine Schiffsklasse von Wartungs- und Serviceschiffen des Typs Incat Crowther 39. Die Schiffe werden als Crew Transfer Vessel bezeichnet. Zwei Schiffe, die MHO Gurli und die MHO Esbjerg, wurden gebaut. Die Hochgeschwindigkeits-Servicefahrzeuge wurden von dem Konstruktionsbüro IncatCrowther entworfen und von der Werft PT Bintang-Timur-Samud in Indonesien gebaut.
Die beiden Schiffe wurden 2019 an die 2015 gegründete MHO-Co abgeliefert. Sie sind mit rund 365 BRZ der bisher größte Schiffstyp dieser Art. Die Schiffe werden zum Transport von Material und Technikern für Offshore-Windanlagen überwiegend in der Nord- und Ostsee eingesetzt.

## Beschreibung
Die Schiffe sind als Katamarane ausgelegt. Beim Andocken an Offshore-Anlagen sollen sie wenig schaukeln, um einen ungefährlichen Zugang zur Anlage zu ermöglichen. Dafür sind die Swath- oder Katamaran-Bauarten ideal, da sie im Vergleich zu Verdrängerschiffen beim Wellengang ruhiger im Wasser liegen.
Die Schiffe fahren unter dänischer Flagge. Sie werden von einer Besatzung von fünf Personen gefahren und sind für 24 Passagiere, in der Regel Techniker, zugelassen. Die großzügigen Arbeits- und Ladungsdecks im vorderen und hinteren Bereich sind auch für den Transport von Containern ausgestattet. Die vier Cummins-KTA38-Hauptmotoren mit je 746 kW zum Antrieb der vier KaMeWaS50-3-Wasserjets ermöglichen eine Höchstgeschwindigkeit von 30 Knoten, die Dienstgeschwindigkeit beträgt 25 Knoten. An Bord können 80 t zugeladen werden.